# Ruisseau de Cabère
Le ruisseau de Cabère est un ruisseau du Sud-Ouest de la France.

## Géographie
Il prend sa source dans la forêt des Landes dans les Landes sur la commune  de Rimbez-et-Baudiets, forme la limite entre Baudignan et Rimbez-et-Baudiets puis rejoint le ruisseau de l'École, formant ainsi le ruisseau de Crabignan près du lieu-dit Basta sur la commune de Rimbez-et-Baudiets.

## Départements et principales villes traversés
- Landes : Baudignan et Rimbez-et-Baudiets

## Principaux affluents
- le ruisseau du Grand Saint Bézard : 1,6 km